# Wola Kruszyńska
Wola Kruszyńska – wieś w Polsce położona w województwie łódzkim, w powiecie bełchatowskim, w gminie Bełchatów.
Powstała w roku 1826. W latach 1975–1998 miejscowość administracyjnie należała do województwa piotrkowskiego.